# Parineeta

Parineeta est un film de Bollywood réalisé par Pradeep Sarkar et sorti en Inde en 2005. Ce film est adapté du roman éponyme de Saratchandra Chattopadhayay, écrit en 1914.

## Synopsis
En 1962, deux familles voisines vivent dans un quartier de classe moyenne de Calcutta.
Gurcharan vit dans une maison somptueuse avec son épouse et ses deux filles, Lolita et Koyal, mais n'a plus les moyens de subvenir aux besoins de sa famille. Il décide alors d'hypothéquer sa maison à son voisin, le riche Navinchandra Roy, un homme d'affaires prêt à tout pour l'argent.
Navinchandra a un fils, Shekhar, et espère bientôt le marier à Gayetri Tatya, la fille de son riche associé. 
Shekhar et Lolita sont amis depuis toujours. Au fil des années, un véritable amour s’est tissé entre eux, mais Navinchandra n'approuve pas leur idylle. 
Sur la demande de son fils, Navinchandra offre à Lolita un travail de secrétaire pour aider sa famille à survivre. Bientôt, Lolita découvre que Navinchandra a l'intention, pensant que Gurcharan ne pourra jamais rembourser son prêt, d'expulser sa famille et de transformer leur maison en hôtel de luxe .Elle doit maintenant agir rapidement pour permettre à son père de rembourser le prêt de Navinchandra. Mais comment Gurcharan va-t-il pouvoir trouver un million de roupies en si peu de temps ?
Girish, qui revient d’Angleterre où il a fait fortune, tombe sous le charme de Lolita et souhaite l'épouser. Girish est alors prêt à partager sa fortune afin de secourir la famille de Lolita. Mais à quel prix ?

## Fiche technique
- Titre : Parineeta (littéralement femme mariée)
- Langue : Hindî
- Réalisateur : Pradeep Sarkar
- Direction artistique : Keshto Mandal, Pradeep Sarkar et Tanushree Sarkar
- Scénario : Vidhu Vinod Chopra, Pradeep Sarkar et Rekha Nigam
- Pays : Inde
- Sortie : 2005 (Inde)
- Musique : Shantanu Moitra (en)
- Producteur : Vidhu Vinod Chopra
- Costumes : Subarna Ray Chaudhuri
- Durée : 130 min

## Distribution
- Saif Ali Khan : Shekhar N. Roy
- Vidya Balan : Lolita
- Sanjay Dutt : Girish Sharma
- Raima sen : Koyal
- Diya Mirza :Gayetri Tatya
- Rekha : Chanteuse au Moulin Rouge (Apparition spéciale)
- Sabyasachi Chakravarthy : Navinchandra Roy
- Achyut Potdar : Gurcharan
- Ninad Kamat : Ajit
- Surinder Kaur : Rajeshwari
- Kumkum Bhattacharya : Vasundhara
- Supriya Shukla : Sunita
- Smita Malhotra : Charu
- Rajesh Sharma : Ratan
- Howard Rosemeyer : Siddhart Tantiya
- Biplab Chatterjee : Shyam Lal Tantiya
- Rita Ganguly : Mausi
- Pradeep Chakraborty : Mishra ji
- Ratan Sarkhel : Nimai
- Zain Khan : Shekhar (enfant)
- Rushita Pandya : Lolita (enfant)
- Rohan Tiwari : Shekhar (adolescent)
- Teena Dutta : Lolita (adolescente)
- Amitabh Bachchan : narrateur

## Chansons du film
Parineeta comporte 7 chansons originales sur des paroles de Swanand Kirkire (en) :
- Piyu Bole - Sonu Nigam, Shreya Ghoshal
- Kasto Mazza - Sonu Nigam, Shreya Ghoshal
- Soona Man Ka Aangan - Sonu Nigam, Shreya Ghoshal
- Kaisi Paheli Zindgani - Sunidhi Chauhan
- Raat Hamari Toh - Chitra, Swanand
- Dhinak Dhinak Dha - Rita Ganguly
- Hui Main Parineeta - Sonu Nigam, Shreya Ghoshal

(fr) Traduction des chansons sur Fantastikindia

## Autour du film

### Récompenses et distinctions
- Filmfare Awards 2006 :
  - Meilleur direction artistique : Keshto Mondal, Tanushree Sarkar et Pradeep Sarkar
  - Meilleure chorégraphie : Howard Rosemeyer
  - Meilleur espoir féminin : Vidya Balan
  - Nouveau talent musical (récompense "RD Burman") : Shantanu Moitra (en)
  - Meilleur son : Bishwadeep Chatterjee

- IIFA Awards 2006 :
  - Meilleur espoir féminin : Vidya Balan
  - Meilleurs costumes : Subarna Ray Chaudhuri
  - Meilleur maquillage : Vidyadhar Bhatt